# Lista de filmes portugueses de 1966
Lista de filmes portugueses de longa-metragem lançados comercialmente em Portugal em 1966, nas salas de cinema.
Notas: Na secção coprodução, passando o cursor sobre a bandeira aparecerá o nome do país correspondente.
| # | Filme                            | Realização          | Género                     | Estreia        | Coprodução |
| - | -------------------------------- | ------------------- | -------------------------- | -------------- | ---------- |
| 1 | Domingo à Tarde                  | António de Macedo   | Drama                      | 13 de abril    | —          |
| 2 | Operação Estupefacientes - Macau | Miguel Spiguel      | Drama, musical             | 4 de outubro   | —          |
| 3 | Sarilho de Fraldas               | Constantino Esteves | Aventura, comédia, musical | 21 de setembro | —          |
| 4 | Via Macau                        | Jean Leduc          | Aventura                   | 22 de julho    | França     |
| 5 | A Voz do Sangue                  | Augusto Fraga       | Drama                      | 10 de março    | —          |